# Liste schwäbischer Adelsgeschlechter/D

## D
| Name                                     | Stammsitz                                                    | Stand                                                                        | Anmerkungen zu Geschichte und Verbreitung | Mitgliedschaft in Adelsvereinigungen, Bündnissen oder Matrikeln | Links zu relevanten Bildergalerien | Wappen              |
| Dachenhausen                             |                                                              | Reichsritter                                                                 | | Leitbracken Sankt Jörgenschild Teil am Neckar (1488) Schwäbischer Bund Kanton Neckar-Schwarzwald (16. u. 17. Jahrhundert) Kanton Kocher (wg. Freudental)                                                                             |                                    | Siebmacher          |
| Dankertswyl, Dankenschwyl, Danketsweiler | Danketsweiler                                                | Reichsritter                                                                 | auf Stammsitz bis 1444, Mühlingen (He, 1623–1700), Worblingen (He, 1600–1706) | Kanton Hegau |                                    | ScheiblerSiebmacher |
| Degelin (von Wangen)                     | Freiburg im Breisgau                                         | Bürgerlich                                                                   | Schlossgut Wangen bei Tiengen (15./16. Jh.) | |                                    | Siebmacher          |
| Degenfeldt                               | Degenfeld (Schwäbisch Gmünd)                                 | Reichsritter Freiherren Reichsgrafen                                         | | Kanton Kocher auch: Kanton Odenwald des Ritterkreises Franken (wg. Rothenberg) Kanton Rhön-Werra des Ritterkreises Franken (wg. Vollmerz) Kanton Oberrheinstrom des Ritterkreises Rhein (wg. Altdorf samt Freisbach und Gommersheim) |                                    | Siebmacher          |
| Bürgermeister von Deizisau               | Deizisau, Esslingen                                          | Patrizier                                                                    | erloschen 1774 | Leitbracken |                                    | Scheibler           |
| Dettingen                                | Dettingen (Horb)                                             | Reichsritter                                                                 | erloschen 1617 | Schleglerbund Leitbracken |                                    | Ingeram-Codex       |
| Dettingen                                | Dettingen (Konstanz)                                         | konstanzische und reichenauische Ministerialen                               | | Leitbracken |                                    | Ingeram-Codex       |
| Diemantstein                             | Burg Diemantstein bei Bissingen (Bayern)                     | Reichsritter Freiherren Reichsgrafen, seit 1712                              | Um 1260 baute Teimo von dem Stein im Tal des Flusses Kessel bei Dillingen an der Donau die Burg Diemantstein. Er war wohl verwandt mit den Edelfreien von Fronhofen (s. u.) und Hohenburg. Das Geschlecht starb 1730 aus.                               | Kanton Kocher (1542) | Diemantstein heute                 | Siebmacher          |
| Dischingen                               | Burg Alt Dischingen Burg Dischingen bei Stuttgart-Weilimdorf | Ritter                                                                       | | |                                    | Alberti             |
| Truchsessen von Diessenhofen             | Diessenhofen                                                 | Truchsesse der Grafen von Kyburg, Ritter                                     | als Reichenauer Lehnsleute vor allem in Hegau und Baar begütert, Mannesstamm um 1500 erloschen | Leitbracken |                                    | Scheibler           |
| Dillingen                                | Burg Dillingen in Dillingen an der Donau                     | Grafen                                                                       | Waren Nachfahren der Hupaldinger, deren Stammsitz die Burg Wittislingen war, die wiederum wahrscheinlich Nachfahren eines hochadeligen Alemannengeschlechts aus Wittislingen waren. Die Dillinger starben 1257 mit dem letzten Grafen Adalbert IV. aus. | |                                    |                     |
| Dotternhausen                            | Burg Dotternhausen                                           | wahrscheinlich Ministeriale der Grafen von Hohenberg                         | erwähnt von 1228 bis 1325 | |                                    | Neuer Siebmacher    |
| Dottighofen                              | Burg Dottighofen                                             |                                                                              | erwähnt von 1220 bis 1397 | |                                    | K.v. Knobloch       |
| Dunstelkingen                            | Burg Dunstelkingen                                           | Ministerialen, zuerst der Dillinger, dann der Staufer, zuletzt der Oettinger | erwähnt von 1235 bis 1319 | |                                    | Neuer Siebmacher    |
| Dürnau                                   | Dürnau                                                       |                                                                              | erwähnt von 1255 bis 1468 | |                                    | Scheibler           |
| Dürrmenz                                 | Dürrmenz                                                     | Herren                                                                       | | Schleglerbund |                                    | Neuer Siebmacher    |